# Épreuves ou les malheurs d'un savetier
Épreuves ou les malheurs d'un savetier er en fransk stumfilm fra 1908 af Georges Méliès.